# Saint-Appolinard, Isère
Saint-Appolinard är en kommun i departementet Isère i regionen Auvergne-Rhône-Alpes i sydöstra Frankrike. Kommunen ligger i kantonen Saint-Marcellin som tillhör arrondissementet Grenoble. År 2022 hade Saint-Appolinard 403 invånare.

## Befolkningsutveckling
Antalet invånare i kommunen Saint-Appolinard
Referens:INSEE